# Gran Premi d'Espanya del 1975
Resultats del Gran Premi d'Espanya de Fórmula 1 de la temporada 1975 disputat al circuit de Montjuïc el 27 d'abril del 1975.

## Història
Aquest va ser l'últim Gran Premi de Fórmula 1 que es va córrer a Catalunya fins a la construcció del Circuit de Catalunya.
Ja abans de la cursa hi va haver molta polèmica amb la seguretat del circuit, arribant Emerson Fittipaldi, vigent campió de la F1, a negar-se a prendre part de la cursa i no va sortir a disputar-la.
Després de diversos accidents, a la volta 25, el greu accident patit per Rolf Stommelen, en el que van morir quatre persones (un bomber, un fotògraf i dos espectadors) va fer que es prohibís la celebració de més carreres en el circuit urbà de Barcelona.
Degut al greu accident, la cursa es va haver d'aturar abans d'haver-se disputat la meitat de la prova i llavors només es van donar la meitat de punts vàlids pel campionat del món de pilots i de marques. La victòria va ser de l'alemany Jochen Mass (McLaren), l'única de la seva carrera a la Fórmula 1. Amb la sisena plaça final, Lella Lombardi (March) es va convertir en la primera i de moment única dona a puntuar a la Fórmula 1.

## Classificació
| Pos | No | Pilot              | Equip             | Voltes | Temps/ Retirada      | Pos. de sortida | Punts |
| --- | -- | ------------------ | ----------------- | ------ | -------------------- | --------------- | ----- |
| 1   | 2  | Jochen Mass        | McLaren - Ford    | 29     | 1h 42' 53. 7         | 11              | 4.5   |
| 2   | 6  | Jacky Ickx         | Lotus - Ford      | 29     | + 1.1 s              | 16              | 3     |
| 3   | 7  | Carlos Reutemann   | Brabham - Ford    | 28     | + 1 Volta            | 15              | 2     |
| 4   | 17 | Jean-Pierre Jarier | Shadow - Ford     | 28     | + 1 Volta            | 10              | 1.5   |
| 5   | 9  | Vittorio Brambilla | March - Ford      | 28     | + 1 Volta            | 5               | 1     |
| 6   | 10 | Lella Lombardi     | March - Ford      | 27     | + 2 Voltes           | 24              | 0.5   |
| 7   | 21 | Tony Brise         | Williams - Ford   | 27     | + 2 Voltes           | 18              |       |
| 8   | 18 | John Watson        | Surtees-Ford      | 26     | + 3 Voltes           | 6               |       |
| NC  | 11 | Clay Regazzoni     | Ferrari           | 25     | No Classificat       | 2               |       |
| Ret | 22 | Rolf Stommelen     | Lola - Ford       | 25     | Accident amb morts   | 9               |       |
| Ret | 8  | Carlos Pace        | Brabham - Ford    | 25     | Accident             | 14              |       |
| Ret | 16 | Tom Pryce          | Shadow - Ford     | 23     | Accident             | 8               |       |
| Ret | 5  | Ronnie Peterson    | Lotus - Ford      | 23     | Suspensions          | 12              |       |
| Ret | 31 | Roelof Wunderink   | Ensign - Ford     | 20     | Transmissió          | 19              |       |
| NC  | 23 | François Migault   | Lola - Ford       | 18     | No Classificat       | 22              |       |
| Ret | 27 | Mario Andretti     | Parnelli - Ford   | 16     | Suspensions          | 4               |       |
| Ret | 14 | Bob Evans          | BRM               | 7      | Bomba de combustible | 23              |       |
| Ret | 24 | James Hunt         | Hesketh - Ford    | 6      | Accident             | 3               |       |
| Ret | 3  | Jody Scheckter     | Tyrrell - Ford    | 3      | Motor                | 13              |       |
| Ret | 28 | Mark Donohue       | Penske - Ford     | 3      | Accident             | 17              |       |
| Ret | 25 | Alan Jones         | Hesketh - Ford    | 3      | Accident             | 20              |       |
| Ret | 4  | Patrick Depailler  | Tyrrell - Ford    | 1      | Accident             | 7               |       |
| Ret | 30 | Wilson Fittipaldi  | Fittipaldi - Ford | 1      | Retirat              | 21              |       |
| Ret | 20 | Arturo Merzario    | Williams - Ford   | 1      | Retirat              | 25              |       |
| Ret | 12 | Niki Lauda         | Ferrari           | 0      | Accident             | 1               |       |
| NVS | 1  | Emerson Fittipaldi | McLaren - Ford    | 0      | No va sortir         | 26              |       |

### Altres
- Pole: Niki Lauda 1' 23. 4
- Volta ràpida: Mario Andretti 1' 25. 1 (a la volta 14)